# El criador de gorilas
El criador de gorilas es un libro de cuentos de Roberto Arlt. Se publicaron por primera vez entre 1936 y 1937 en El Mundo Argentino y El Hogar y posteriormente se reunieron en forma de libro y se editaron en Chile, en 1941.